# 光硬化樹脂
光硬化樹脂（ひかりこうかじゅし）とは特定の波長の光によって重合、硬化する樹脂。
以前からスクリーン印刷等の製版に使用されていたが、徐々に使用が広まる。近年ではホログラフィーの記録媒体、ラピッドプロトタイピングの材料としても使用が進みつつある。

## 医療領域での活用
歯科治療では、以前から切削したう蝕部分をレジン樹脂で補う修復法が主流となっている。このレジンに光硬化性レジンを使用すれば、ブラックライトの紫外線照射により、20秒程度の短時間で硬化させることができる。→（コンポジットレジン修復法）

## 美容領域での活用
爪に光硬化樹脂を盛りつける装飾法があり、ジェルネイルと呼ばれる。